# Nut (ägyptische Mythologie)
Nut (auch Neuth oder Nuit) ist in der ägyptischen Mythologie die Göttin des Himmels. Sie symbolisiert das Firmament und wurde als die Mutter der Gestirne angesehen.

## Mythen
Die Göttin Nut ist als eine der Urgöttinnen Teil des Schöpfungsmythos der Neunheit von Heliopolis. Nach dem heliopolitanischen Schöpfungsmythos ist sie die Tochter des Schu, des Gottes der Luft, und der Tefnut, der Göttin der Feuchtigkeit, und die Enkelin des Sonnengottes Atum. Zusammen mit ihrem Gemahl Geb, dem Gott der Erde, zeugte sie die Gottheiten Osiris, Isis, Seth und Nephtys.
In der altägyptischen Mythologie gilt Nut neben Isis auch als „Mutter des Horus“, da Isis bereits im Mutterleib der Nut durch die Begattung von Osiris schwanger wurde. Im Nutbuch wird sie dagegen als Mutter des Re und Gemahlin des Osiris beschrieben:
| Auszüge aus der Sethos-Schrift |
| --- |
| Die Majestät (Re) dieses Gottes geht aus ihrem Hinterteil hervor, am Osthorizont. So begibt er sich zur Erde, erschienen und geboren. So öffnet er die Schenkel seiner Mutter Nut. So entfernt sich Re zum Himmel. So entsteht Re, wie er zum ersten Mal entstand auf der Erde beim ersten Mal. Er öffnet seine Fruchtblase und schwimmt in seiner Röte. Er reinigt sich in den Armen seines Vaters Osiris. So lebt auch Osiris, nachdem sich Re bei ihm platziert hat. So entsteht die Morgenröte. So ist er wirksam in den Armen seines Vaters Osiris im Osten. So wird seine Gestalt groß, wenn er (Re) zum Himmel aufsteigt. |

## Darstellung

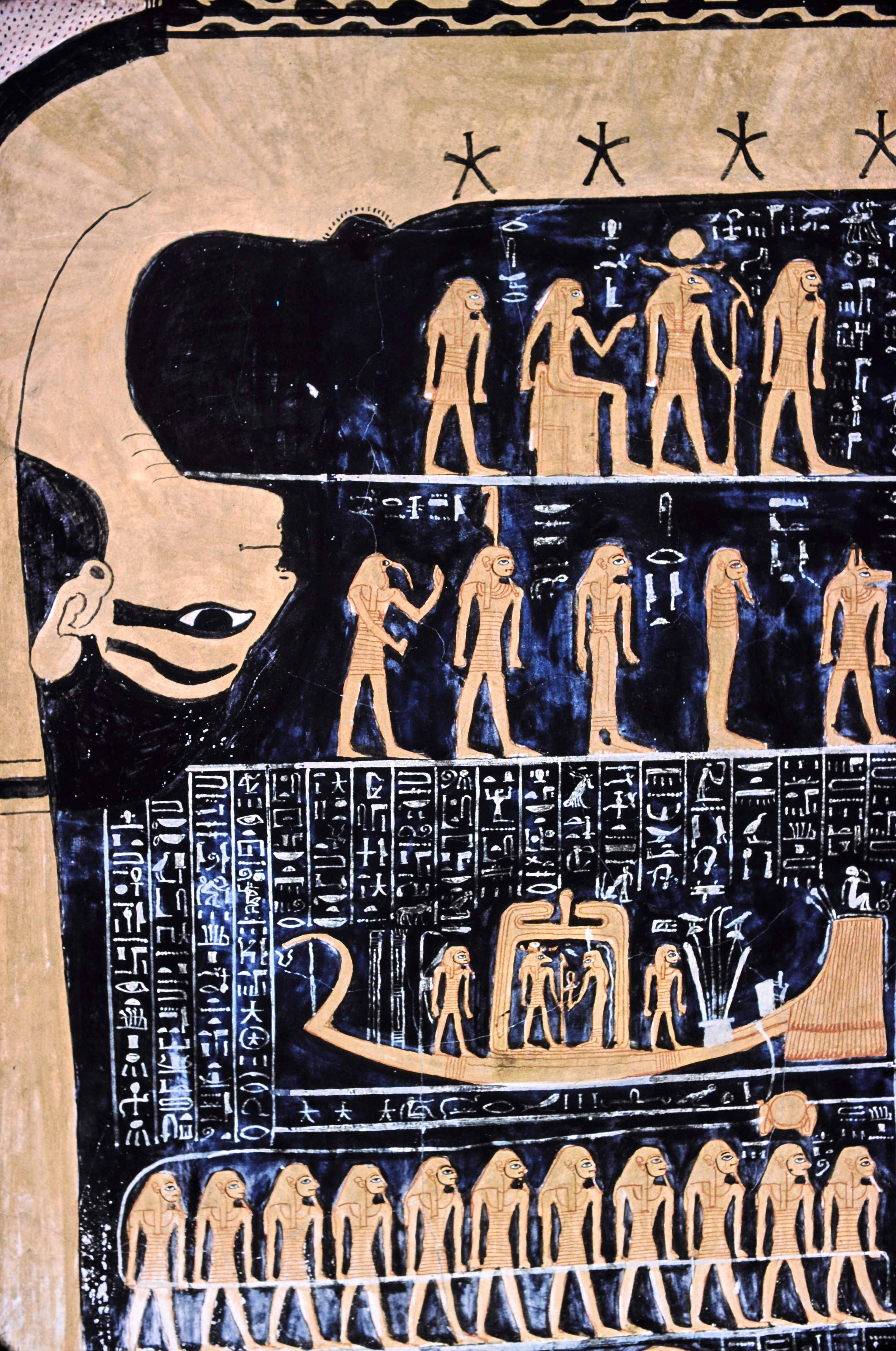
Himmelsgöttin Nut (Morgen) im Grab von Ramses VI. (KV9)

Nut wird zumeist in menschlicher Gestalt abgebildet. Eine der häufigsten Darstellungen zeigt die nackte Göttin von der Seite, wie sie sich mit bogenartig gewölbten Leib über den Erdgott Geb wölbt und mit ihren ausgestreckten Armen und Beinen den Horizont berührt. Manchmal wird sie dabei von ihrem Vater, dem Luftgott Schu gestützt.
Auch wurde sie an der Innenseite von Sarkophagen von vorne gezeigt, häufig beim Verschlucken oder Gebären der Sonne. Das Abbild wurde an der Unterseite des Deckels angebracht, um eine Art Vereinigung mit dem Verstorbenen zu erzielen. Der Sarg stellte dabei den Körper der Nut dar, die den Toten aufnahm, um ihn dann wieder zu gebären.
Nut wurde teilweise auch als „Himmelskuh“ abgebildet, wobei die vier Hufe die Himmelsrichtungen symbolisierten, oder als Sau mit ihren Ferkeln.

## Nut als Himmelsgöttin
Nut erfüllte eine wichtige Funktion in der ägyptischen Kosmogonie. Sie stellte den Himmel dar; ihr Lachen war der Donner und ihre Tränen der Regen. Der Körper der Nut symbolisierte das Himmelsgewölbe, er trennte die Erde von der sie umgebenden Urflut. Nach mythologischer Vorstellung spannte sich Nuts Körper schützend über die Erde; ihre Gliedmaßen, die den Boden berühren sollten, symbolisierten die vier Himmelsrichtungen.
Zugleich galt sie als die Mutter der Gestirne. Man glaubte, dass die Sonne abends in ihrem Mund verschwinde, um des Nachts durch ihren Körper zu reisen und morgens in ihrem Schoß im Osten wieder zu erscheinen. Im ewigen Kreislauf durchwanderten die Sterne im Laufe des Tages ebenfalls ihren Körper. Diese Metaphorik ist der Ursprung für die Bezeichnung von Nut als „Sau, die ihre Ferkel frisst“. Trotz dieses Beinamens wurde die Göttin als sehr positiv angesehen.
Der Mythos der Geburt ihrer Kinder wurde von dem griechischen Schriftsteller Plutarch dokumentiert: Der Sonnengott Re habe Nut um ihre ewige Position am Himmel beneidet und befürchtete, dass diese ihm seine Macht streitig machen könnte. Er verfluchte sie aus diesem Grunde, so dass sie an keinem Tag des 360 Tage währenden Jahres Kinder gebären könne. Der Gott Thot (bei Plutarch war es der griechische Gott Hermes) jedoch habe daraufhin das Jahr um 5 Tage verlängert und so Nut ermöglicht, ihre Kinder zu gebären.

## Nut im ägyptischen Totenkult

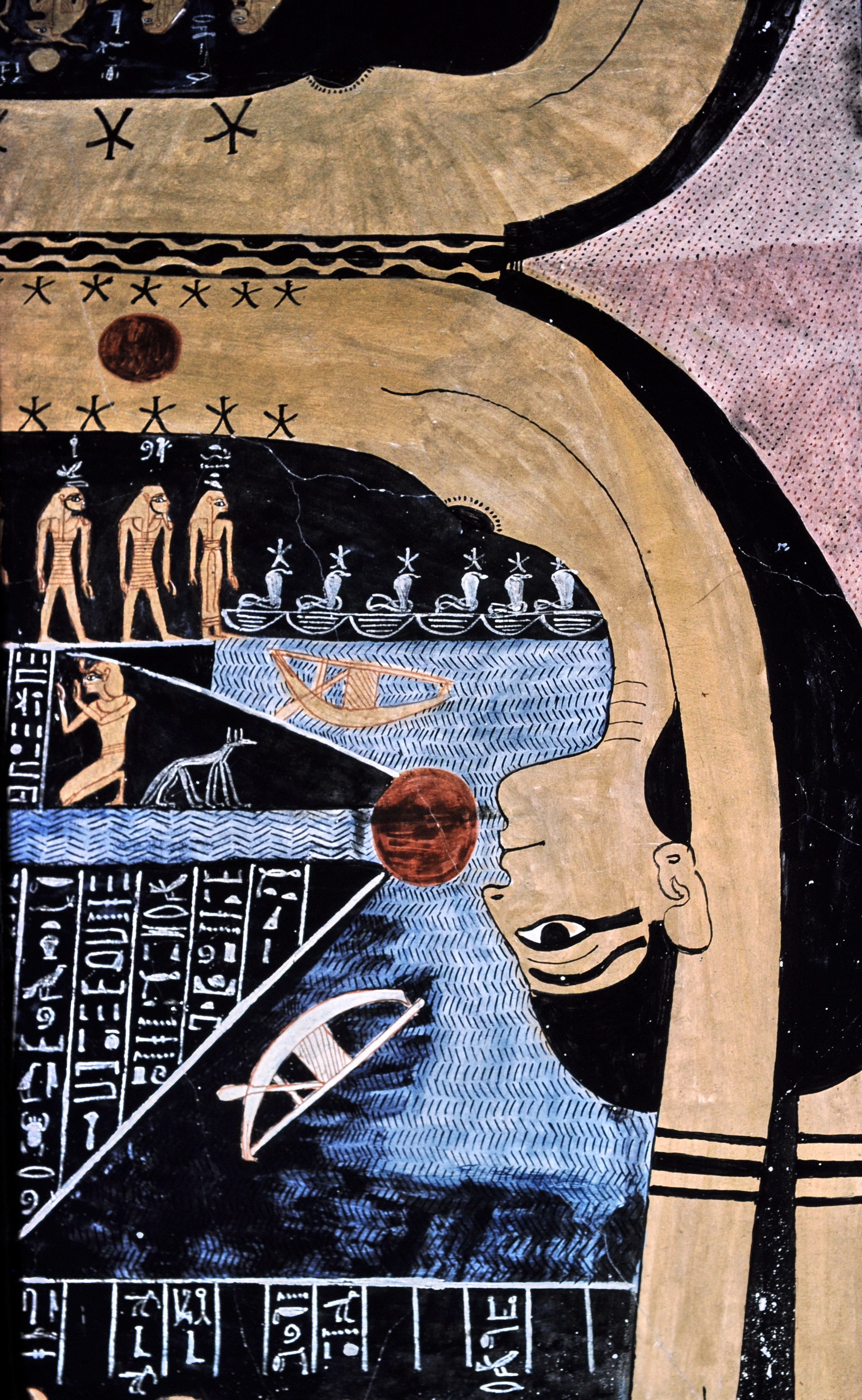
Himmelsgöttin Nut (Abend) im Grab von Ramses VI.

Nut kam ebenfalls eine wichtige Rolle im ägyptischen Totenkult zu. Sie stand in engem Zusammenhang mit dem Glauben an die Auferstehung der Verstorbenen, die nach ihrem Tod als Sterne an ihrem Körper prangten. Zusammen mit ihrem Brudergemahl Geb, dem Erdgott, zeugte sie die Götter Osiris, Isis, Nephthys, Seth die alle mit dem ägyptischen Totenkult verbunden waren.
Nut war auch eine Totengöttin. In den Pyramidentexten wird sie unter anderem als heilende Kuh dargestellt. Als Beschützerin der Toten auf ihrer Reise ins Jenseits wurde sie auch oft auf der Innenseite von Sarkophagen abgebildet. Die Rolle der Nut wurde in späteren Zeiten häufig mit der der Göttin Hathor zusammengefasst. Nut übernahm so teilweise die Rolle von Hathor als Herrin der Sykomore, des Baumes, der den Verstorbenen Speis und Trank geben sollte, und Hathor wurde teilweise als Himmelsgöttin dargestellt.

## Nut in der Astronomie
Einige Ägyptologen, beispielsweise Kurt Sethe, Arielle Kozloff und Ronald Wells, vertreten die Ansicht, dass die Göttin Nut das Band der Milchstraße symbolisiert habe. Sie bezogen sich dabei unter anderem auf Spruch 176 des ägyptischen Totenbuchs, der ihrer Meinung nach das Sternenband in Zusammenhang mit der Göttin nennt. Ergänzend deuteten sie die Darstellungen aus der Ramessidenzeit mit Sternen auf und um ihren Körper herum als Beweis für ihre Hypothese, ohne jedoch klare Belege dafür nennen zu können. Nach Aufarbeitung dieser und anderer Texte konnten jene Ansichten nicht mehr in die engere Wahl gezogen werden, da durch Harco Willems, Rolf Krauss und Arno Egberts eindeutig belegt wurde, dass mit der Mesqet von Nut die „Durchgangsregion des Himmels und der Sterne in den Ein- und Ausgangsbereichen der Duat“ gemeint ist.

## Kult
Wie viele andere kosmische Gottheiten hatte Nut weder einen eigenen Kult noch einen eigenen Tempel, jedoch schmücken ihre Bildnisse viele Kultstätten. In der Bevölkerung wurden, wenn auch selten, Amulette getragen, die Nut als Sau darstellten.